# Granica argentyńsko-boliwijska
Granica argentyńsko-boliwijska – granica międzypaństwowa, ciągnąca się długości 742 km od trójstyku z Chile na zachodzie, przez Altiplano, Yunga, Gran Chaco do trójstyku z Paragwajem na wschodzie.

## Główne przejścia graniczne
- Villazón – La Quiaca
- Bermejo – Aguas Blancas
- Yacuíba – Profesor Salvador Mazza